# Ігуана звичайна
Ігуана звичайна (Iguana iguana) — представник роду Ігуана з родини Ігуанових. Інша назва «зелена ігуана».

## Опис

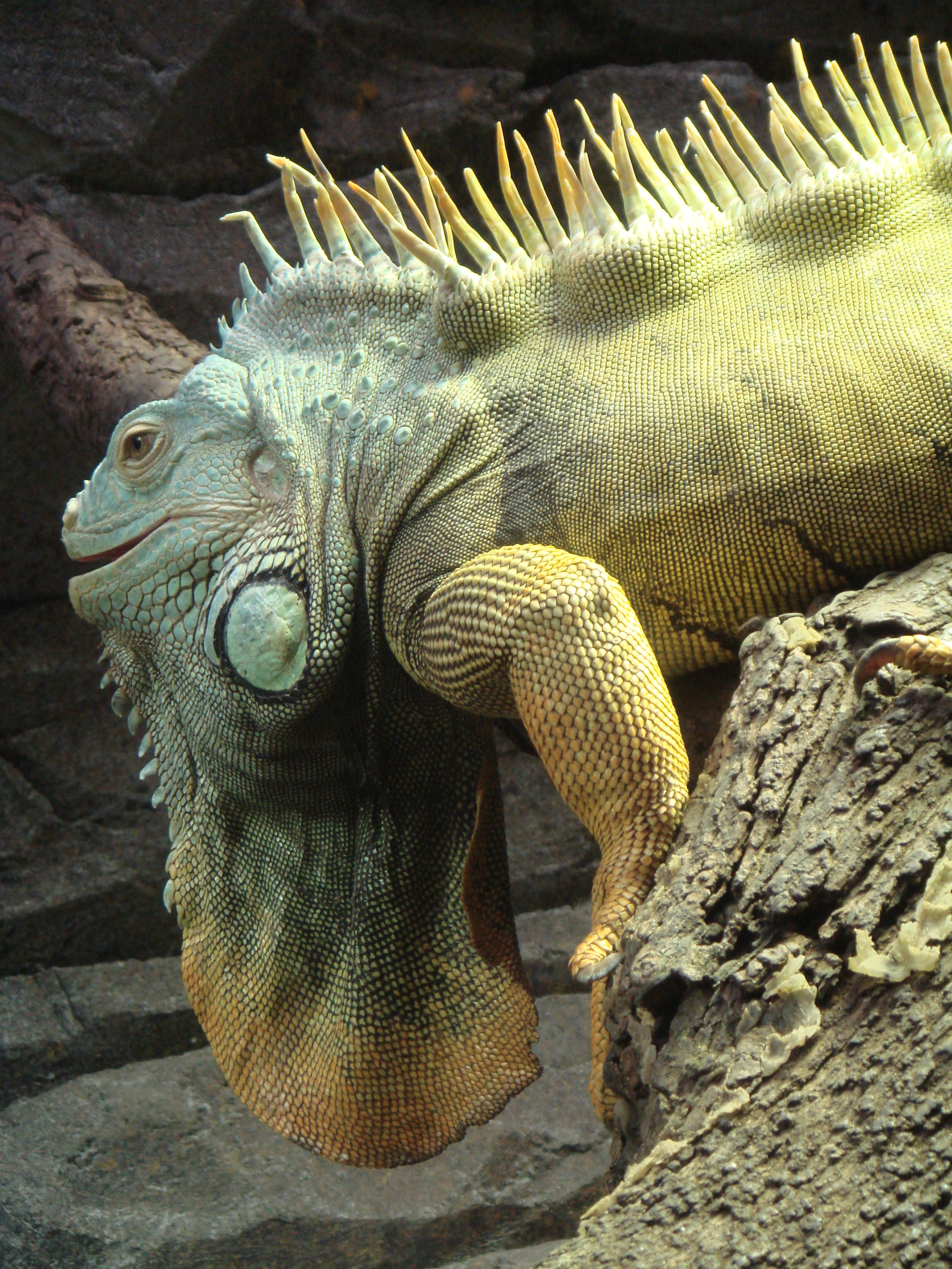
Самець, що демонструє горловий мішок

Загальна довжина становить 1,7 м, дуже рідко близько 2 м, майже три чверті цієї довжини доводиться на тонкий, загострений хвіст. Маса може досягати 8 кг. Забарвлення яскраво-зелене у молодих особин, зеленувато-оливкове у дорослих ігуан. З віком ігуана може стати майже помаранчевою. На спині розташовані поперечні темні смуги зі світлою облямівкою. Під потужним підборіддям ігуани висить трохи стиснутий з боків горловий мішок, який особливо чітко виражений у самців. Уздовж спини тягнуться в один ряд колючки, які здаються небезпечними, але насправді вони гнучкі й нешкідливі. Небезпека йде від сильних, потужних кігтів, які, втім, ніколи не застосовуються як засіб агресії. Але кігті настільки гострі, що навіть при легкому зіткненні вони легко можуть розірвати шкіру. Перш ніж звичайна ігуана виросте проходить декілька років — ця рептилія має порівняльний зі ссавцями термін життя до 20—22 років.

## Спосіб життя

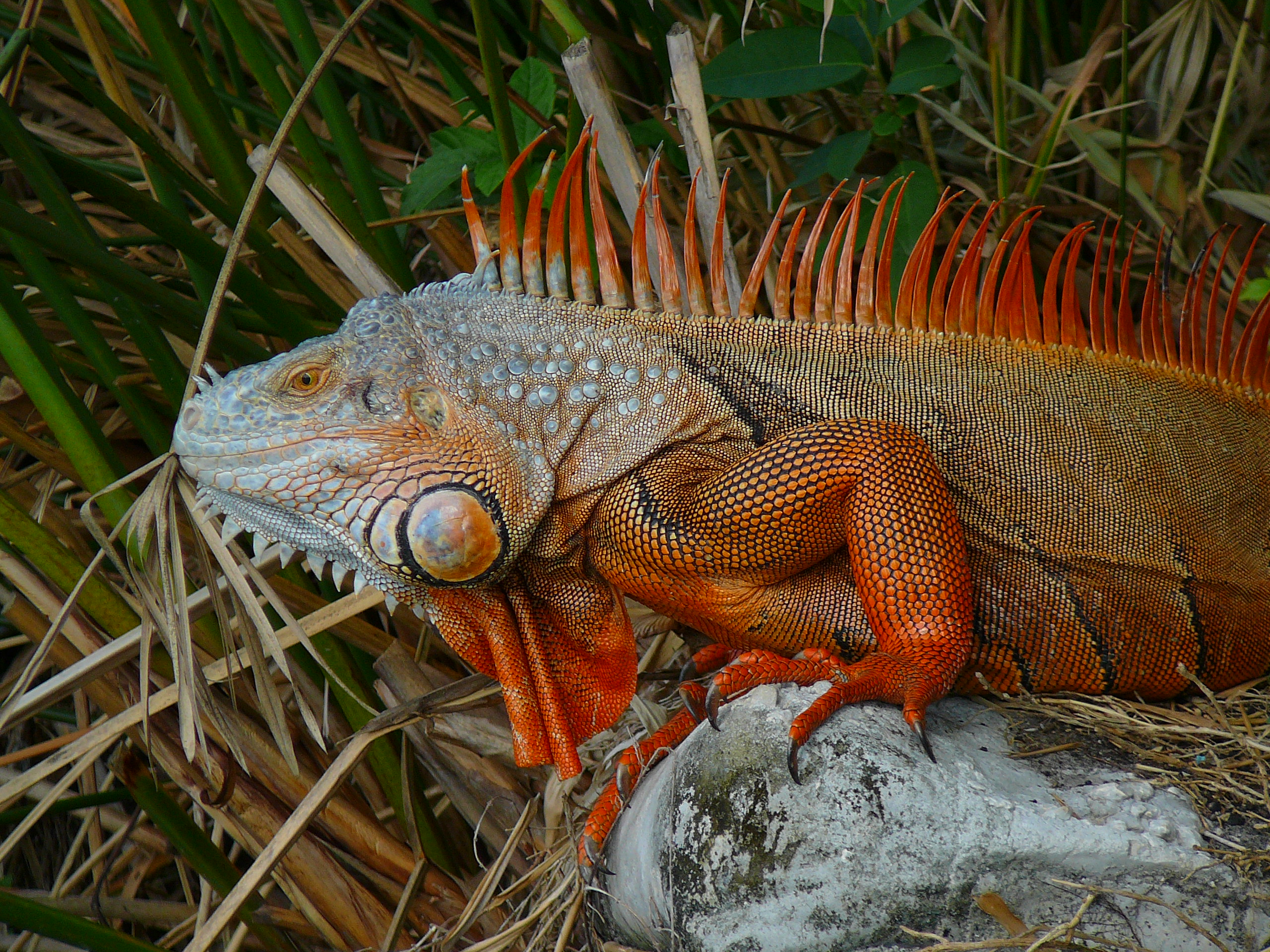
Ігуана у шлюбний період

Полюбляє дощові ліси, де вона живе головним чином на гілках дерев у густих, незайманих листяних хащах, що ростуть на узбережжі. Це дає ігуані ту перевагу, що в разі небезпеки вона завжди може стрибнути у воду. Вона може також зістрибнути на землю з висоти кілька метрів, щоб втекти від свого переслідувача. Гарно плаває та пірнає. Харчується комахами, безхребетними, листям, плодами.
Це яйцекладна ящірка. Самиця відкладає від 12 до 24 яєць.

## Розповсюдження
Мешкає від Мексики до півдня Бразилії та Парагваю.